# Buserelina
Buserelina é um fármaco. Promove a estimulação da produção do hormônio luteinizante (LH) e do hormônio folículo-estimulante (FSH). É utilizado como anticoncepcional, na endometriose e no carcinoma de próstata.